# Le Dindon insolent
Pour plus de détails, voir Fiche technique et Distribution.
Le Dindon insolent (Il tacchino prepotente) est un court métrage d'animation italien réalisé par Roberto Rossellini et sorti en 1939.
Il s'agit de l'un des deux courts métrages de Rossellini, l'autre étant La vispa Teresa (1939), longtemps considérés perdus et retrouvé dans les Archivio Nazionale Cinematografico della Resistenza.

## Synopsis
Un dindon à l'air important domine tous les animaux de la cour, y compris les chevaux et les vaches. Cependant, après que deux coqs curieux l'ont vu endormi, dégonflé et sans importance, le matin, plus personne ne fait attention à lui.

## Fiche technique
- Titre français : Le Dindon insolent[2]
- Titre original italien : Il tacchino prepotente[3]
- Réalisation : Roberto Rossellini
- Scénario : Roberto Rossellini
- Photographie : Mario Bava
- Montage : Roberto Rossellini
- Musique : Simone Cuccio
- Société de production : Scalera Film
- Pays de production :  Royaume d'Italie
- Langue originale : italien
- Format : Noir et blanc - 1,37:1 - Son mono - 35 mm
- Genre : film d'animation
- Durée : 6 minutes
- Dates de sortie :
  - Royaume d'Italie : 1939